# Mikroregion Vitória da Conquista

Mikroregion Vitória da Conquista

Mikroregion Vitória da Conquista – mikroregion w brazylijskim stanie Bahia należący do mezoregionu Centro-Sul Baiano. Ma powierzchnię 31.481,42610 km²

## Gminy
- Anagé
- Barra do Choça
- Belo Campo
- Boa Nova
- Bom Jesus da Serra
- Caatiba
- Caetanos
- Cândido Sales
- Dário Meira
- Ibicuí
- Iguaí
- Manoel Vitorino
- Mirante
- Nova Canaã
- Planalto
- Poções
- Vitória da Conquista